# Andavadoaka
Andavadoaka è un villaggio di pescatori situato sulla costa sudoccidentale del Madagascar a 180 km a nord di Toliara e 40 km a sud di Morombe.
Da un punto di vista amministrativo fa parte del distretto di Morombe nella regione di Atsimo-Andrefana.
La popolazione appartiene alla tribu di pescatori Vezo.

## Geografia fisica

### Territorio
Il mare antistante Andavadoaka è stato incluso nell'elenco delle riserve marine del WWF e pare che la sua biodiversità sia seconda solamente alla grande barriera corallina australiana.
Il territorio di Andavadoaka comprende anche una foresta spinosa che ospita una specie endemica di baobab. Questi alberi sono tra i più grandi al mondo per quanto riguarda la circonferenza, anche se sono nettamente più bassi dei tipici baobab del Madagascar presenti a Morondava.

## Società
La cittadina ha visto il suo picco di sviluppo nel periodo 2005 - 2010, con l'insediamento di una ONG anglo-americana che si occupa di conservazione marina, di un ospedale italiano che funziona su base volontaria e di quattro alberghi/villaggi turistici.
Ad Andavadoaka sono presenti alcune scuole elementari, gestite dall'amministrazione comunale o da associazioni di volontari franco-malgasci, e un campo da calcio, utilizzato ogni domenica dai giocatori di tutta l'area rurale.

## Economia
La comunità vive di pesca, anche se al 2013 sono presenti ben 3 piccoli supermercati a gestione locale. A partire dal 2010, è stato aperto un bar sulla spiaggia, gestito sempre da imprenditori locali. 
Pur non avendo un vero e proprio porto, ad Andavadoaka è comune lo sbarco di navi da carico butre, impegnate nel trasporto di materiale per l'ospedale e per gli alberghi.
Dato il crescere di popolazione straniera, l'operatore telefonico Telma ha installato un'antenna per le telecomunicazioni a qualche chilometro da Andavadoaka. Dal 2010 è quindi possibile usare il telefono cellulare e la connessione dati, con velocità Edge.
La città di Andavadoaka è stata teatro, nel 2012, di un incidente nel quale sono morti due volontari inglesi: la scogliera sotto la quale i ragazzi stavano bivaccando la notte è crollata, schiacciandoli e lasciandoli senza vita.
A parte questo spiacevole fatto, nell'area non si sono mai registrati fatti di sangue, furti, né altri spiacevoli episodi.